# Harpoon Point
Harpoon Point är en udde i Antarktis. Den ligger i Sydshetlandsöarna. Argentina, Chile och Storbritannien gör anspråk på området.
Terrängen inåt land är kuperad norrut, men söderut är den platt. Havet är nära Harpoon Point söderut. Trakten är glest befolkad. Närmaste befolkade plats är Commandante Ferraz Station, 1,3 kilometer öster om Harpoon Point. 